# Полтавський базовий медичний коледж
У коледжі працюють відділення: лікувальної справи, сестринської справи та  підвищення кваліфікації. 
Навчання здійснюється за сучасними освітніми програмами з використанням комп'ютерних технологій. Практичне навчання студентів проходить на базах лікувально-профілактичних закладів міста. Рівень підготовки фельдшерів і медичних сестер у Полтавському базовому медичному фаховому коледжі (ПБМФК) дає їм право стати фахівцями практичної медицини.

## Матеріально-технічна база
2 навчальних корпуси та навчальні кімнати на базах лікувально-профілактичних закладів міста, що доповнюють бази практичного навчання та виробничих практик, комп'ютерні класи з підключенням до мережі Інтернет.
Матеріально-технічна база навчальних кімнат відповідає сучасним вимогам. Усі навчальні кімнати та лабораторії мають навчально-методичне та матеріально-технічне забезпечення відповідно до навчальних програм з предметів. У достатній кількості — наочні посібники, аудіо- та відеотехніка, таблиці, муляжі,  фантоми, інструментарій, предмети догляду за хворими тощо. Студенти забезпечені необхідною навчальною, науковою, художньою та науково-методичною літературою.
Гуртожиток винаймається та відповідає всім санітарно-гігієнічним вимогам.
Практичні заняття, виробничі та переддипломні практики проводяться на клінічних базах лікувально-профілактичних закладів м. Полтави, району, області.
Коледж має відповідно обладнаний спортивний майданчик, спортивний зал для занять груп з фізичного виховання, 2 тренажерні зали, бібліотеку, актовий зал, студентське кафе. 

## Підготовка спеціалістів за освітньо-кваліфікаційним рівнем

### Фаховий молодший бакалавр
| Галузь знань: І Охорона здоров'я та соціальне забезпечення                     | Спеціалізація                       |  |
| На базі повної загальної середньої освіти (11 класів) Строк навчання : 3 роки. |                                     |  |
| Спеціальність І5 Медсестринство                                                | Лікувальна справа (фельдшер)        |  |
| Спеціальність І5 Медсестринство                                                | Сестринська справа (сестра медична) |  |
| На базі базової загальної середньої освіти (9 класів)Строк навчання : 4 роки.  |                                     |  |
| Спеціальність І5 Медсестринство                                                | Лікувальна справа (фельдшер)        |  |
| Спеціальність І5 Медсестринство                                                | Сестринська справа (сестра медична) |  |

## Студентське самоврядування
Одним із чинників демократизації навчально-виховного
процесу коледжу є робота органів студентського самоврядування: Студентської ради.
Студентська рада Полтавського базового медичного фахового
коледжу є вищим органом студентського самоврядування, добровільним об'єднанням керівних органів академічних груп, утворених з
 метою сприяння розвитку студентського 
самоврядування, більш повного врахування інтересів
 студентської молоді, її соціального становлення, налагодження
конструктивної взаємодії між студентами та адміністрацією коледжу, органами місцевого та студентського
самоврядування.
Рада діє на засадах демократичності, добровільності, рівноправності всіх її членів, самоврядування, законності та гласності.
У своїй діяльності Студентська рада керується Конституцією України, Законом України «Про вищу освіту», нормативно-правовими актами
Міністерства освіти і науки, молоді та спорту України, Міністерства
охорони здоров'я України, Статутом коледжу та Положенням про Студентську
раду Полтавського базового медичного фахового коледжу.
Студентська рада є незалежною від впливів політичних, релігійних та громадських об'єднань.
Мета та завдання Студентської ради:
- представництво та захист соціально-економічних, творчих, духовних та

інших інтересів студентів Полтавського базового медичного фахового коледжу;
- налагодження взаємин між органами самоврядування, колективом студентів і педагогів на засадах співробітництва;
- сприяння духовному та фізичному розвитку студентів, їхньої

соціальної адаптації, наукової та творчої активності, створення умов для
 розкриття 
самореалізації студента;
- участь у створенні сприятливих умов для активного залучення студентів до соціально-економічного, культурного життя суспільства;
- сприяння працевлаштуванню студентів та випускників;
- залучення студентів до профорієнтаційної роботи;
- сприяння консолідації студентського середовища в питаннях підвищення

якості навчання, організації національно-патріотичних заходів та
культурного дозвілля;
- сприяння розвитку волонтерського руху як способу виховання у студентів гуманізму і почуття відповідальності.
- залучення студентів до вирішення проблем з розбудови незалежної, суверенної, демократичної, правової України, підвищення їхнього рівня

національної
самосвідомості та патріотизму;
- Студентська рада коледжу співпрацює зі студентськими радами ВНЗ міста та України, громадськими організаціями м. Полтава.

Голова Студентської ради 2012—2013 рр. Хорольська Марина брала участь у роботі ВСР, голова Студентської ради 2014—2015 рр.
Гордієнко Інна, Гринь Анна депутати Студентської ради м. Полтава.

## Випускники
- Бокоч Олег Степанович (1994—2018) — молодший сержант Збройних сил України, учасник російсько-української війни.